# 保罗·安焦尼
保罗·安焦尼（義大利語：Paolo Angioni，1938年1月22日—），意大利男子马术运动员。他曾代表意大利参加1964年和1968年夏季奥林匹克运动会马术比赛，其中1964年奥运会获得一枚金牌。